# إلفيس جوني كوريا
إلفيس جوني كوريا (19 مارس 1986 بساو باولو في البرازيل - ) هو لاعب كرة قدم برازيلي في مركز الوسط. لعب مع نادي بارانا ونادي جوفنتودي ونادي فيبورج ونادي كريسيوما وRio Branco Sport Club ‏ وAtlético Clube Paranavaí ‏.

## وصلات خارجية
- إلفيس جوني كوريا على موقع قاعدة بيانات كرة القدم.إي يو (الإنجليزية)